# Sphaenorhynchus planicola
Sphaenorhynchus planicola es una especie de anfibio anuro de la familia Hylidae.

## Distribución geográfica
Esta especie es endémica de Brasil. Habita hasta 100 m de altitud en el bosque atlántico de los estados de Río de Janeiro, Bahía y Espíritu Santo.

## Publicación original
- Lutz & Lutz, 1938 : On Hyla aurantiaca Daudin and Sphoenorhynchus Tschudi and on two allied Hylae from south-eastern Brazil. Anais da Academia Brasileira de Ciências, vol. 10, p. 175-194.[5]